# Détain-et-Bruant
Pour les articles homonymes, voir Détain et Bruant (homonymie).
Détain-et-Bruant est une commune française située dans le département de la Côte-d'Or, en région Bourgogne-Franche-Comté.
Jusqu'en 2016, la commune était adhérente à la communauté de communes de Gevrey-Chambertin avant d'être rattachée à la communauté de communes de Gevrey-Chambertin et de Nuits-Saint-Georges au 1er janvier 2017.

## Géographie

### Situation et description
Le territoire de la commune de de Détain-et-Bruant est situé au cœur de l'escarpement de la côte d'Or qui a donné son nom au département de la Côte-d'Or, Elle se positionne à environ 8 kilomètres à l'ouest de la commune de Nuits-Saint-Georges.

### Géologie et relief
Selon les références toponymiques fournies par le site géoportail de l'Institut géographique national, le territoire de la commune héberge le point culminant du secteur la côte d'Or (à ne pas confondre avec le département homonyme), un escarpement de faille due à la formation d'un rift.

### Climat
Pour des articles plus généraux, voir Climat de la Bourgogne-Franche-Comté et Climat de la Côte-d'Or.
En 2010, le climat de la commune est de type climat des marges montargnardes, selon une étude du Centre national de la recherche scientifique s'appuyant sur une série de données couvrant la période 1971-2000. En 2020, Météo-France publie une typologie des climats de la France métropolitaine dans laquelle la commune est exposée à un climat océanique altéré et est dans la région climatique  Bourgogne, vallée de la Saône, caractérisée par un bon ensoleillement (1 900 h/an), un été chaud (18,5 °C), un air sec au printemps et en été et des vents faibles. 
Pour la période 1971-2000, la température annuelle moyenne est de 9,1 °C, avec une amplitude thermique annuelle de 16,3 °C. Le cumul annuel moyen de précipitations est de 899 mm, avec 12,9 jours de précipitations en janvier et 7,7 jours en juillet. Pour la période 1991-2020, la température moyenne annuelle observée sur la station météorologique de Météo-France la plus proche, « Bessey », sur la commune de Bessey-en-Chaume à 11 km à vol d'oiseau, est de 10,2 °C et le cumul annuel moyen de précipitations est de 831,9 mm,. Pour l'avenir, les paramètres climatiques de la commune estimés pour 2050 selon différents scénarios d'émission de gaz à effet de serre sont consultables sur un site dédié publié par Météo-France en novembre 2022.

### Voies de communication
Le territoire de de Détain-et-Bruant est situé à l'écart des grands axes routiers.
La route départementale 25 (RD25) qui traverse le territoire communal et le village de Bruant et la route départementale 18 (RD18) permet de relier la commune à la ville de Nuits-Saint-Georges au village de Pont-d'Ouche, commune de Thorey-sur-Ouche, situé au bord du canal de Bourgogne, de l'autoroute A6 et marquant le terminus du chemin de fer de la vallée de l'Ouche.

## Urbanisme

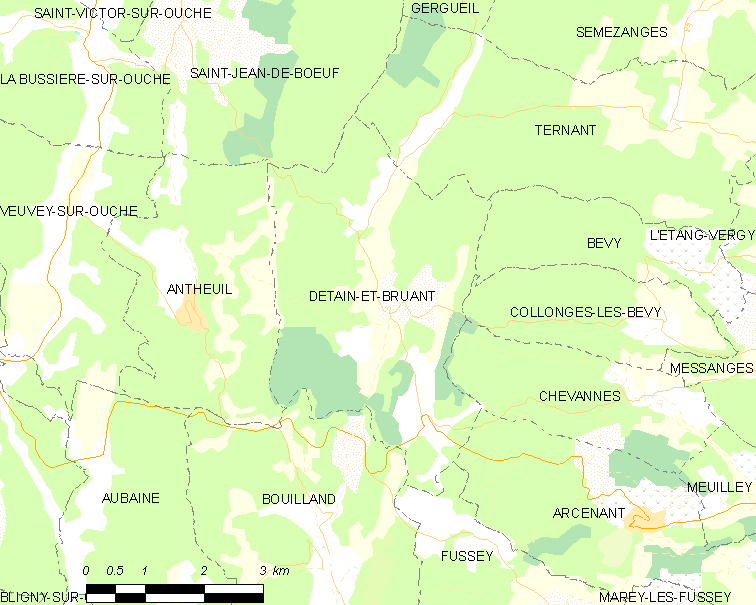
Carte de la commune de Détain-et-Bruant et des communes limitrophes

### Typologie
Au 1er janvier 2024, Détain-et-Bruant est catégorisée commune rurale à habitat dispersé, selon la nouvelle grille communale de densité à 7 niveaux définie par l'Insee en 2022.
Elle est située hors unité urbaine. Par ailleurs la commune fait partie de l'aire d'attraction de Dijon, dont elle est une commune de la couronne,. Cette aire, qui regroupe 333 communes, est catégorisée dans les aires de 200 000 à moins de 700 000 habitants,.

### Occupation des sols
L'occupation des sols de la commune, telle qu'elle ressort de la base de données européenne d’occupation biophysique des sols Corine Land Cover (CLC), est marquée par l'importance des forêts et milieux semi-naturels (68,2 % en 2018), une proportion sensiblement équivalente à celle de 1990 (68,4 %). La répartition détaillée en 2018 est la suivante : forêts (68,2 %), terres arables (14,5 %), prairies (9,2 %), zones agricoles hétérogènes (8,1 %). L'évolution de l’occupation des sols de la commune et de ses infrastructures peut être observée sur les différentes représentations cartographiques du territoire : la carte de Cassini (XVIIIe siècle), la carte d'état-major (1820-1866) et les cartes ou photos aériennes de l'IGN pour la période actuelle (1950 à aujourd'hui).

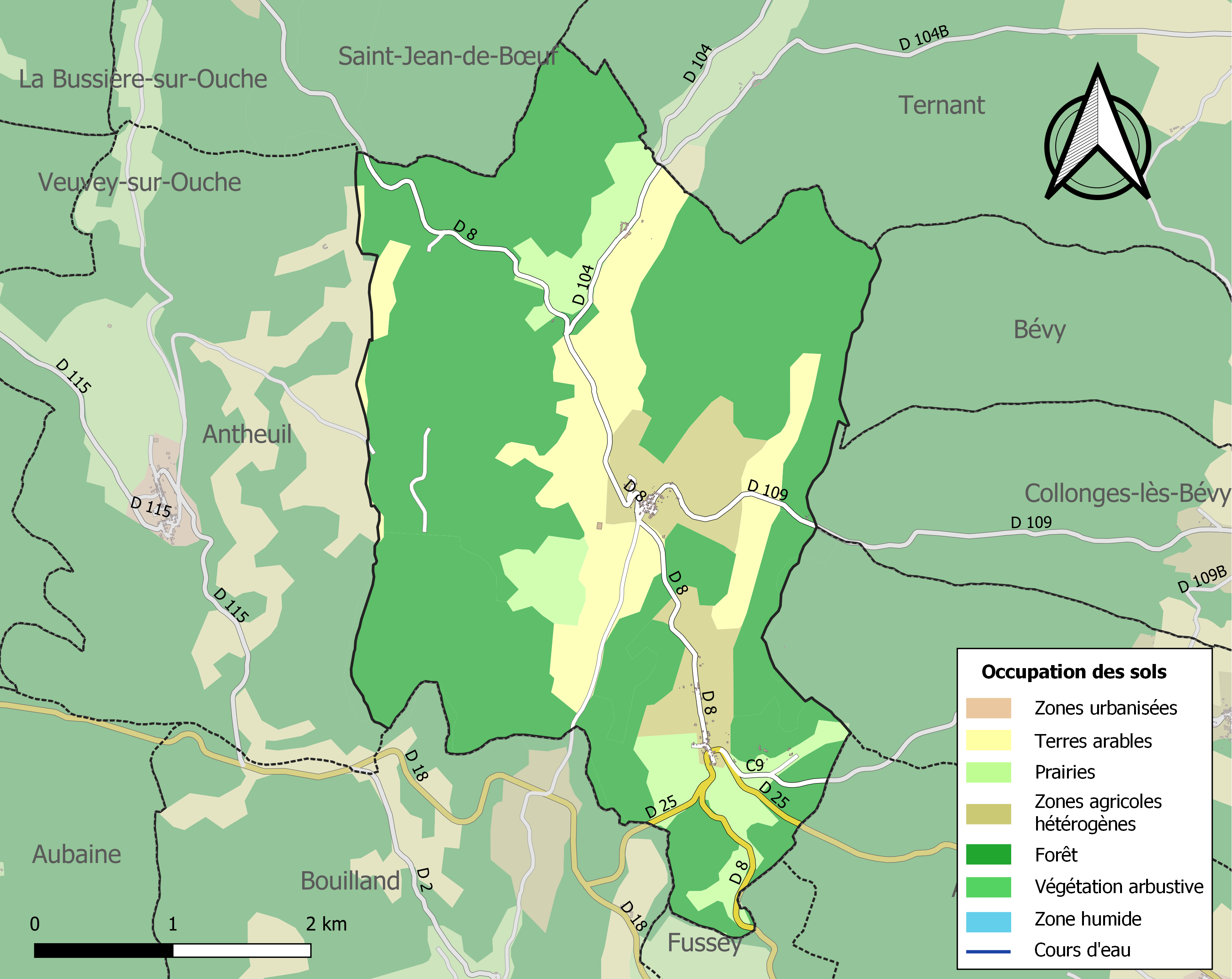
Carte des infrastructures et de l'occupation des sols de la commune en 2018 (CLC).

## Histoire
En 1164, l'abbaye Saint-Vivant de Vergy cède à Citeaux une grande partie du territoire de Détain. À cette occasion, Détain est appelé grange : « omni libertate faciant grangiam suam ». Mais Citeaux ne peut pas payer la dette contractée pour cette acquisition et en 1452 Détain retourne à Saint-Vivant. Il y a une cave à fromage et une bergerie, une carrière de pierre et de lave (toutes mentionnées en 1380), une grange à céréales (bleds), un four, et une église dès 1164. En 1431, elle est occupée par un convers et deux familles de métayers - un des rares site occupés pendant la guerre de Cent Ans. En 1610, une colonie de lorrains s'installe sur les terres de Détain, avec l'accord des religieux.
Au XVIIIe siècle, ce domaine comprend le domaine de Grenille, celui de Margaret et des forêts. À quelques centaines de mètres à l'est se trouve une « maison forestière de Vergy ».
Cette commune est née le 1er janvier 1806 de la fusion entre les communes de Bruant et Détain.

## Politique et administration

### Liste des maires
| Période                                  | Période      | Identité       | Étiquette | Qualité |
| ---------------------------------------- | ------------ | -------------- | --------- | ------- |
| mars 2001                                | mars 2008    | Denis Bercier  | -         |         |
| mars 2008                                | février 2022 | Bernard Cholet | -         |         |
| février 2002                             | en cours     | Sonia Loth     | -         |         |
| Les données manquantes sont à compléter. |              |                |           |         |

## Population et société

### Démographie
L'évolution du nombre d'habitants est connue à travers les recensements de la population effectués dans la commune depuis 1793. Pour les communes de moins de 10 000 habitants, une enquête de recensement portant sur toute la population est réalisée tous les cinq ans, les populations de référence des années intermédiaires étant quant à elles estimées par interpolation ou extrapolation. Pour la commune, le premier recensement exhaustif entrant dans le cadre du nouveau dispositif a été réalisé en 2004.

En 2022, la commune comptait 142 habitants, en évolution de +1,43 % par rapport à 2016 (Côte-d'Or : +0,82 %, France hors Mayotte : +2,11 %).
| 1793 | 1800 | 1806 | 1821 | 1831 | 1836 | 1841 | 1846 | 1851 |
| ---- | ---- | ---- | ---- | ---- | ---- | ---- | ---- | ---- |
| 244  | 231  | 291  | 317  | 325  | 294  | 295  | 295  | 287  |

| 1856 | 1861 | 1866 | 1872 | 1876 | 1881 | 1886 | 1891 | 1896 |
| ---- | ---- | ---- | ---- | ---- | ---- | ---- | ---- | ---- |
| 265  | 230  | 247  | 203  | 190  | 168  | 167  | 160  | 164  |

| 1901 | 1906 | 1911 | 1921 | 1926 | 1931 | 1936 | 1946 | 1954 |
| ---- | ---- | ---- | ---- | ---- | ---- | ---- | ---- | ---- |
| 147  | 131  | 127  | 101  | 97   | 110  | 99   | 76   | 104  |

| 1962 | 1968 | 1975 | 1982 | 1990 | 1999 | 2004 | 2006 | 2009 |
| ---- | ---- | ---- | ---- | ---- | ---- | ---- | ---- | ---- |
| 84   | 74   | 67   | 72   | 91   | 107  | 105  | 102  | 141  |

| 2014 | 2019 | 2022 | - | - | - | - | - | - |
| ---- | ---- | ---- | - | - | - | - | - | - |
| 142  | 143  | 142  | - | - | - | - | - | - |

### Enseignement
La commune est rattachée à l'académie de Dijon.

### Médias
Le quotidien régional Le Bien public, dans son édition de Beaune est distribué dans la commune et consacre des articles sur le canton, la communauté de communes et quelquefois la commune.

## Culture et patrimoine

### Lieux et monuments

#### Chapelle Notre-Dame de Bruant
Cette chapelle est située au bord de la RD8 entre le village de Bruant et le village de Détain. Assez isolée au sein d'une région verdoyante et boisée, elle remonte au XIIIe siècle et présente des vestiges romans.
Détruite partiellement au cours du XVIIe siècle puis totalement au cours XIXe, l'édifice a été reconstruit en 1821 puis béni le 8 septembre 1869 en l'honneur de la nativité de la Vierge Marie.

#### Autres monuments
- Grotte du Poiset[21] et le Coffre du Poiset (monument mégalithique).

Ce « coffre » repéré et fouillé en 1933 est décrit comme de forme trapézoïdal et  orienté nord-ouest - sud-est, mesurant 3,90 m de long pour 1,80 m et 0,80 m de large.
- Mairie-école, sur laquelle on observe une vieille plaque de direction, porte une cloche au sommet de sa façade.
- Monument aux morts, rénové en 2012[23].